# Garotas do Radium

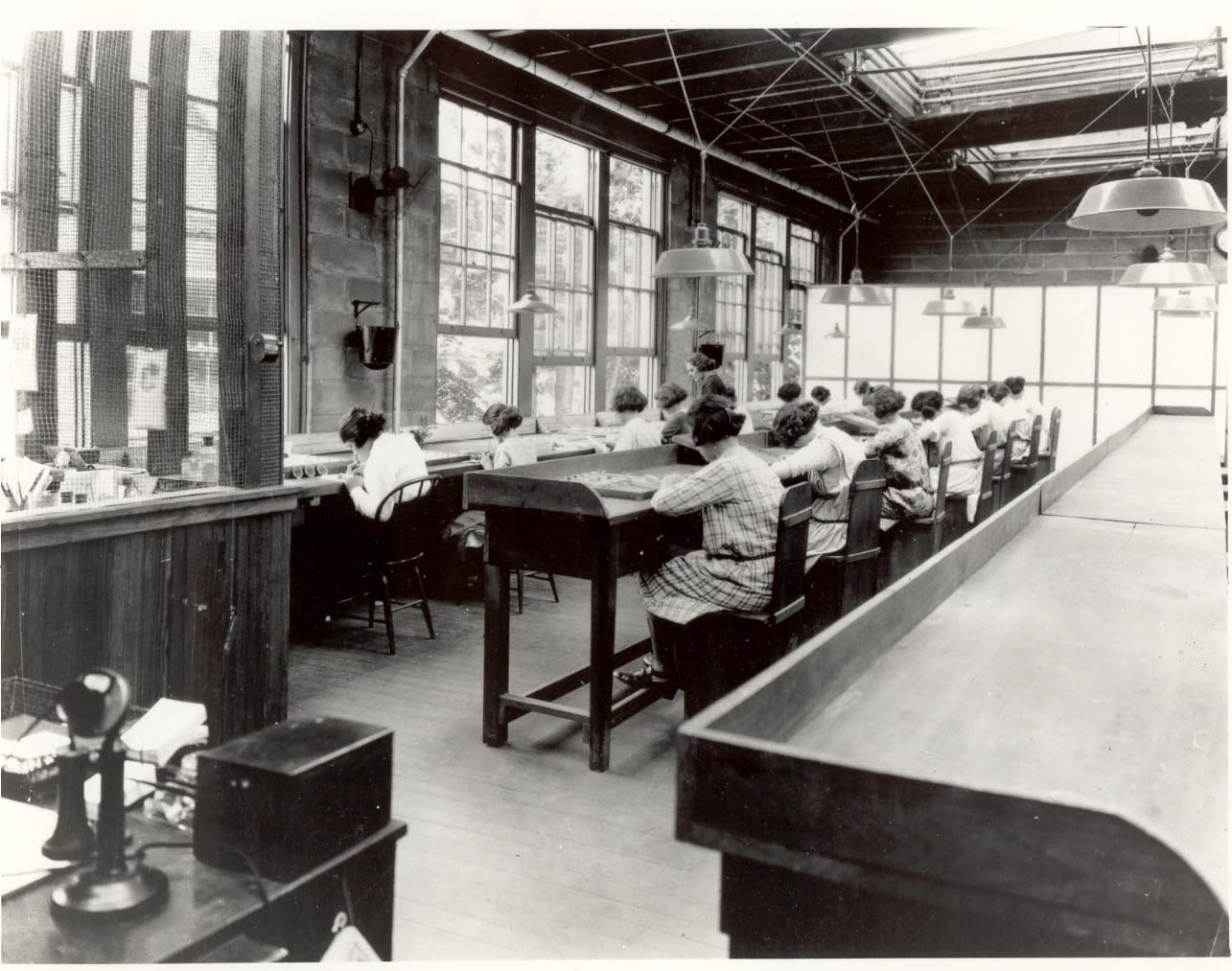
Pintoras de indicadores de Radium trabalhando em uma fábrica.

As Garotas do Radium foram operárias que contraíram envenenamento por radiação por pintarem mostradores de relógio com tinta auto-luminosa na fábrica United States Radium em Orange, Nova Jérsei, por volta de 1917. As mulheres, às quais foi dito que a tinta era inofensiva, ingeriram quantias mortais de rádio (elemento químico denominado radium em inglês e latim) ao lamberem seus pincéis para afinar-lhes as pontas e obter maior precisão na pintura; algumas também pintaram suas unhas e dentes com esta substância brilhante.
Cinco destas mulheres desafiaram seu empregador em um caso judicial que estabeleceu (por ser o regime common law) o direito de trabalhadores individuais processarem seus empregadores em caso de contração de doenças ocupacionais.

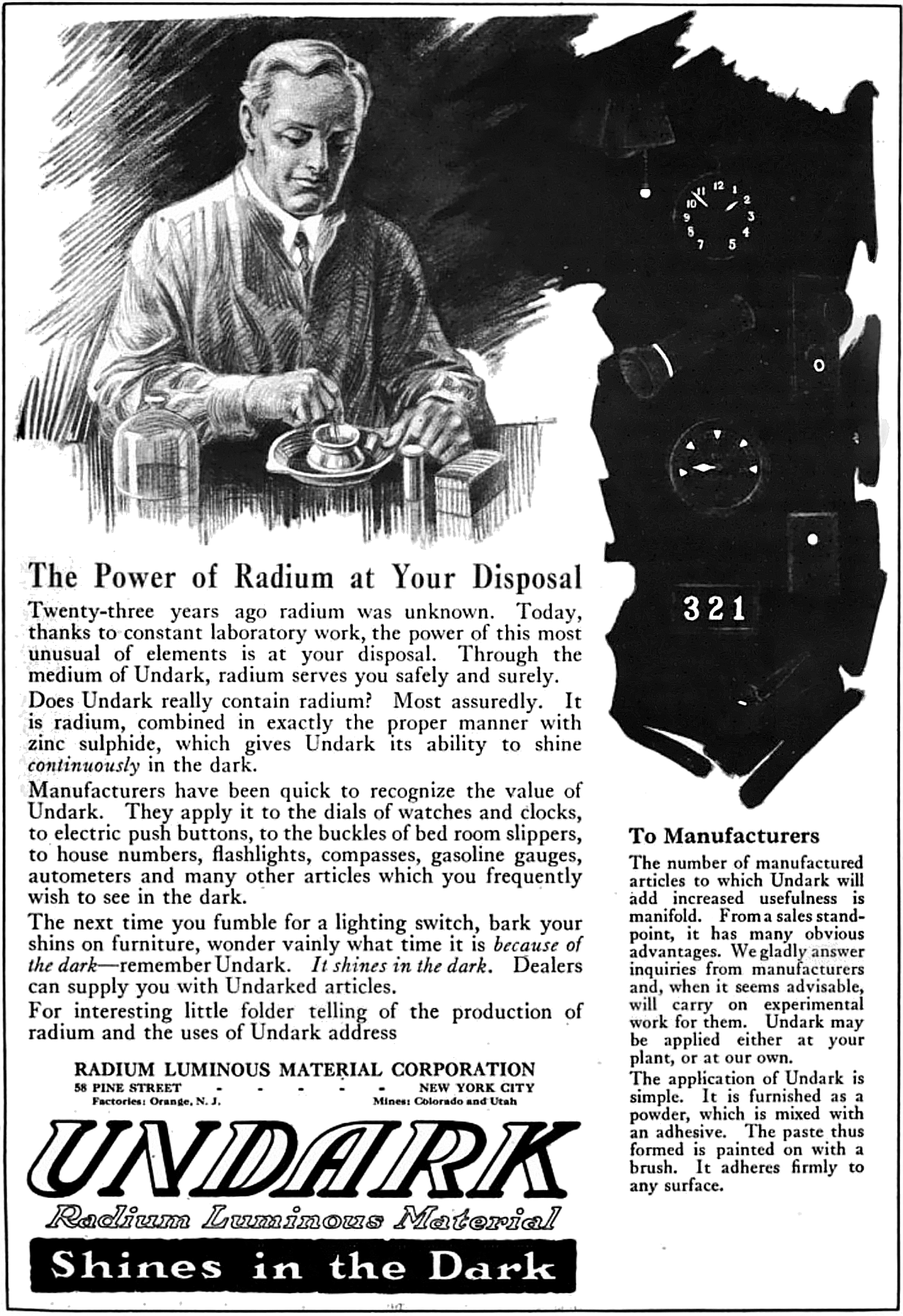
Propaganda de 1921 sobre a "Undark" (desescura), nome comercial da tinta radioativa.

## Exposição à radiação
A Corporação U.S. Radium contratou aproximadamente 70 mulheres para desempenharem variadas tarefas, incluindo o manejo do radium, enquanto os donos e cientistas, familiares com os efeitos do radium, cuidadosamente evitaram quaisquer contatos para si; os químicos da instalação usavam telas de chumbo, máscaras e pinças.
Estimados 4 mil trabalhadores foram contratados por corporações nos EUA e Canadá para pintar faces de relógio com radium. Estas pessoas misturavam cola, água e pó de radium, e então usavam pincéis de pelos para aplicar a tintura brilhante nos mostradores. A então taxa-corrente de pagamento, para pintar 250 mostradores por dia, era de 1,5 pêni/indicador, o equivalente a US$0,277 em 2015.
Devido aos pinceis perderem seu formato após poucos usos, os supervisores da U.S. Radium encorajaram suas trabalhadoras a apontá-los com seus lábios, ou usar suas línguas para mantê-los "afiados". Por diversão, as Garotas do Radium pintaram suas unhas, dentes e faces com a tinta mortal produzida na fábrica.  Muitas das trabalhadoras ficaram doentes. É desconhecida a quantidade de mortos pela exposição a esta radiação.

## Doença por radiação
Muitas das mulheres depois começaram a sofrer de anemia, fratura dos ossos e necrose da mandíbula, uma condição conhecida como mandíbula de radium. Acredita-se que as máquinas de raios-X usadas pelos médicos-investigadores podem ter contribuído para a piora do quadro das trabalhadoras doentes, por submetê-las a mais radiação. Descobriu-se que ao menos um exame foi fraudulento, parte de uma campanha de desinformação iniciada pelo contratante defensor.
A U.S. Radium e outras companhias de mostradores de relógio rejeitaram as afirmações de que as trabalhadoras estavam a sofrer de exposição a radium. Por algum tempo, doutores, dentistas e pesquisadores cumpriram às solicitações das companhias para que os dados não fossem divulgados. Por insistência destas empresas, médicos profissionais atribuíram as mortes a outras causas; sífilis, uma DST notória na época, foi frequentemente citada, em tentativas de manchar a reputação das mulheres.